# 永久機関
永久機関（えいきゅうきかん、英: perpetual motion machine）とは、外部からエネルギーを受け取ることなく、外部に仕事を永久に行い続ける装置である。
古くは単純に外部からエネルギーを供給しなくても永久に運動を続ける装置と考えられていたが、そのような装置に特別な意味はない。たとえば、慣性の法則によれば外力が働かない限り物体は等速直線運動を続けるし、惑星は角運動量保存の法則により自転を続ける。しかし、これらは外部と相互作用をしない限りその運動状態を変えないだけであり、外部に対しても何らの変化を与えることがない。
以上から、単純に運動を続けるのではなく、外に対して仕事を行い続ける装置が永久機関と呼ばれる。
これが実現すれば仕事を得ることに関して、石炭も石油も一切不要となり、エネルギー問題などは発生しない。18世紀の科学者、技術者はこの永久機関を実現すべく精力的に研究を行った。しかし、18世紀の終わりには純粋力学的な方法では実現不可能だということが明らかになり、さらに19世紀には熱を使った方法でも不可能であることが明らかになった。「永久機関は実現できない」ことが証明されたが、これらの研究により、物理学（特に熱力学の分野）を大いに発展させることになった。

## 第一種永久機関

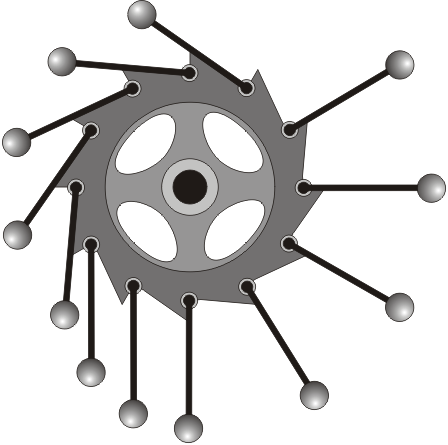
第一種永久機関の例。時計回りに機関を回転させると、上部でおもりを乗せた棒が倒れるため、支点からの距離が長くなり、機関の右側がさらに重くなって回転が続く、と考えられていた。しかし、実際には機関の左のほうがおもりの数が多くなってしまい、機関は左右がつりあってしまうため、回転は停止する。

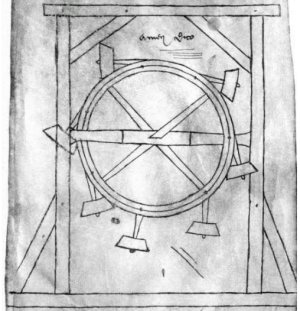
ヴィラール・ド・オヌクールの永久機関 錘（図では木槌）を利用した永久機関。北フランス、1230年ごろの作図

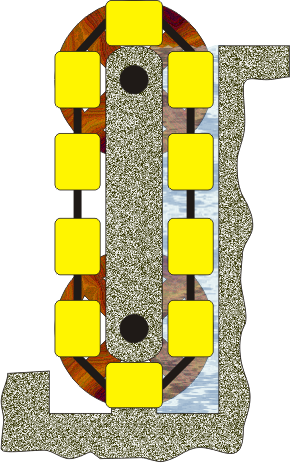
浮力を利用した永久機関 黄色い浮きの浮力（アルキメデスの原理）によってベルトが反時計回りに回ると考えた

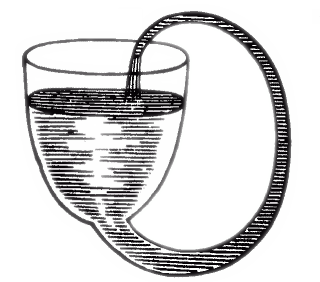
毛細管現象による永久機関 毛細管現象によって細管を上った水が落下することにより反時計回りの水流が起こると考えられた。ロバート・ボイルの名前を冠してBoyle's Self Flowing Flask（フラスコ）と呼ばれる

第一種永久機関（だいいっしゅえいきゅうきかん、英: perpetual motion machine of the first kind）とは、外部から何も受け取ることなく、仕事を外部に取り出すことができる機関である。これは熱力学第一法則（エネルギー保存の法則と等価）に反した存在である。機関が仕事をするためには外部から熱を受け取るか、外部から仕事をなされるのどちらかが必要で、それを望む形の仕事に変換するしかないが、第一種永久機関は何もエネルギー源のないところからひとりでにエネルギーを発生させている。これは、エネルギーの増減が内部エネルギーの変化であるという、熱力学第一法則に第一種永久機関が逆らっていることを意味している。
科学者、技術者の精力的な研究にもかかわらず、第一種永久機関を作り出すことはできなかった。その結果、熱力学第一法則が定式化されるに至った。

## 第二種永久機関
熱力学第一法則（エネルギー保存の法則）を破らずに実現しようとしたのが第二種永久機関（だいにしゅえいきゅうきかん、英: perpetual motion machine of the second kind）である。仕事を外部に取り出すとエネルギーを外部から供給する必要ができてしまう。そこで仕事を行う部分を装置内に組み込んでしまい、ある熱源から熱エネルギーを取り出しこれを仕事に変換し、仕事によって発生した熱を熱源に回収する装置が考えられた。このような装置があればエネルギー保存の法則を破らない永久機関となる。
熱エネルギーの回収を行うので熱源や周囲の温度は維持される。そのため空気や海水塊自体の持っている熱を取り出して仕事をし、他に熱的な影響を与えない機械ともいえる。例えば、外部の温度が20℃として、装置に熱を取り込み仕事をさせる。その時に外部温度は20℃から19℃に下がる。装置に仕事をさせると熱が発生するので、その熱を外部に返すことで、外部温度は19℃から20℃に戻る。
例として、海水の熱により推進する仮想的な船の例で説明する。この船では、エネルギー保存の法則により、取り出した運動エネルギー分温度の下がった海水の排水が出る。これを船の近傍に捨てるとする。一方では、船の推進の摩擦による熱が発生し、船の周りに温水ができる。スクリューで海の水をかき回すと、その冷水と温水が混じり周囲の温度と均一になり、他に（熱という意味での）影響を与えないように見える。ただし、加速時には船の近傍の海水は周りより冷たくなり、減速時には船の近傍の海水は周りより熱くはなる。
仮に第二種永久機関が実現可能だとしても、定義よりエネルギー保存は破らないため、その機械自体の持っているエネルギーを外部に取り出してしまえば、いずれその機械は停止する。本機械は「熱効率100%の熱機関」であって、その機械自体をエネルギー源として使用できるわけではない。
第二種永久機関を肯定する実験結果は得られておらず、実現は否定されている。第二種永久機関の否定により、「熱は温度の高い方から低い方に流れる」という熱力学第二法則（エントロピー増大の原理）が確立した。これによってすべての熱機関において最大熱効率が1.0（100%）以上になることは決してないため、仕事によって発生したすべての熱を熱源に回収する事は不可能であるということになり、第二種永久機関の矛盾までもが確立されるに至った。外部温度を20℃から19℃に下げて外部から熱をもらう場合、その装置の温度は19℃よりも低く、例えば10℃である必要がある。装置に仕事をさせた後、装置の温度が10℃から15℃に上昇したとしても、15℃の装置から19℃の外部に、熱を移動させることは普通はできない。行うとしたら、その熱の移動にエネルギーが必要となる。そして装置が仕事を行うにはエネルギーを使っても温度を19℃以下に保つ必要があり、ゆえに熱効率は100%未満になる。
前述の海水の熱により推進する仮想的な船の例では、「加速時に船の近傍の海水が周りより冷たくなり、減速時に船の近傍の海水が周りより熱くなる」という、熱力学第二法則に反する現象が発生する。無論、これは現実には起こりえない。
第二種永久機関に関する思考実験としては以下のパラドックスが提案された。これらの思考実験について検討することは、熱力学の法則をよりよく理解するものとなる。
マクスウェルの悪魔
ある2つの小さな部屋があり、その間は小さな窓で仕切られている。片方の部屋には分子レベルの小さな悪魔がおり、その悪魔はその窓を開閉できる。その悪魔は、自分の部屋に速度の速い分子が飛び込んで来たときと速度の遅い分子が出るときに窓を開け、それ以外の場合には窓を閉める。その結果、片方の部屋では速度の遅い分子のみ、もう片方の部屋は速度の速い分子のみに分けられ、自動的に2つの温度に差が生じる。悪魔自体は情報処理（速度観測データに関するメモリの利用と更新）を行っており、その処理（メモリの更新の際のデータ削除）にエントロピーの増大が必要であるとされ、このパラドックスは否定されている。
ファインマンの「ブラウン・ラチェット」
この装置は、周囲の個々の分子のランダムな運動より、選択的にある方向の分子の運動量のみの流れを取り出し推進する。実はこの装置は、周囲の温度より低い場合にのみブラウン運動からエネルギーを引き出すことができる。生物の分子モーターの原理でもある。

## 永久機関のように見える装置・現象
実際に動作しており、一見して永久機関のようにエネルギーが生み出されているようにみえる装置や現象がある。しかし、詳しく検討すればこれらは永久機関ではないことがわかる。
水飲み鳥

鳥の形を模したおもちゃ。頭部に相当する部分から蒸発する水が熱を奪い、鳥の上下の温度差を維持する。鳥は頭部と胴体部をガラス管で接続した構造で、内部に揮発性の液体が入っている。鳥はシーソーのように中心付近を支点として固定されている。通常時は頭が起き上がっている。頭部にある吸水性のフエルトを水で濡らすと、蒸発する水が気化熱を奪うため温度が下がり、液体がガラス管の内部を上昇する。液体が上まで届くとバランスが崩れ、頭部が重くなって頭を垂れる。このとき頭部が浸かる位置に水を入れたコップを置いておき、頭を垂れた時に頭部へ入った液体が流れ落ちるように調整しておくと、再び頭が起き上がる。水がなくなるか室内の空気の湿度が100%になるまで、この運動が半永久的に続く。
スイングバイを行う宇宙船

恒星を公転している惑星などに対して、適切な方向から宇宙船を接近させると、宇宙船の恒星に対する速度を変化させることができる。この方法は実際の宇宙探査機に用いられており、スイングバイと呼ばれている。スイングバイで増速する際のエネルギーは、惑星の公転半径がわずかに小さくなることで、惑星の持つ位置エネルギーから供給される。もちろん、宇宙船の質量は惑星の質量に比べてあまりにも小さいので、惑星の公転軌道のずれは事実上観測不可能なほど小さい。

## 永久機関と社会
永久機関に取り憑かれた19世紀の作家パウル・シェーアバルトは日記風の小説『永久運動――ある発明家の物語』で永久機関が完成すると人類は一切の労働から解放され、市場経済は崩壊し、最大級の社会革命によって軍隊も金融機関もないユートピアが出現すると説いた。

### 永久機関を作る試み

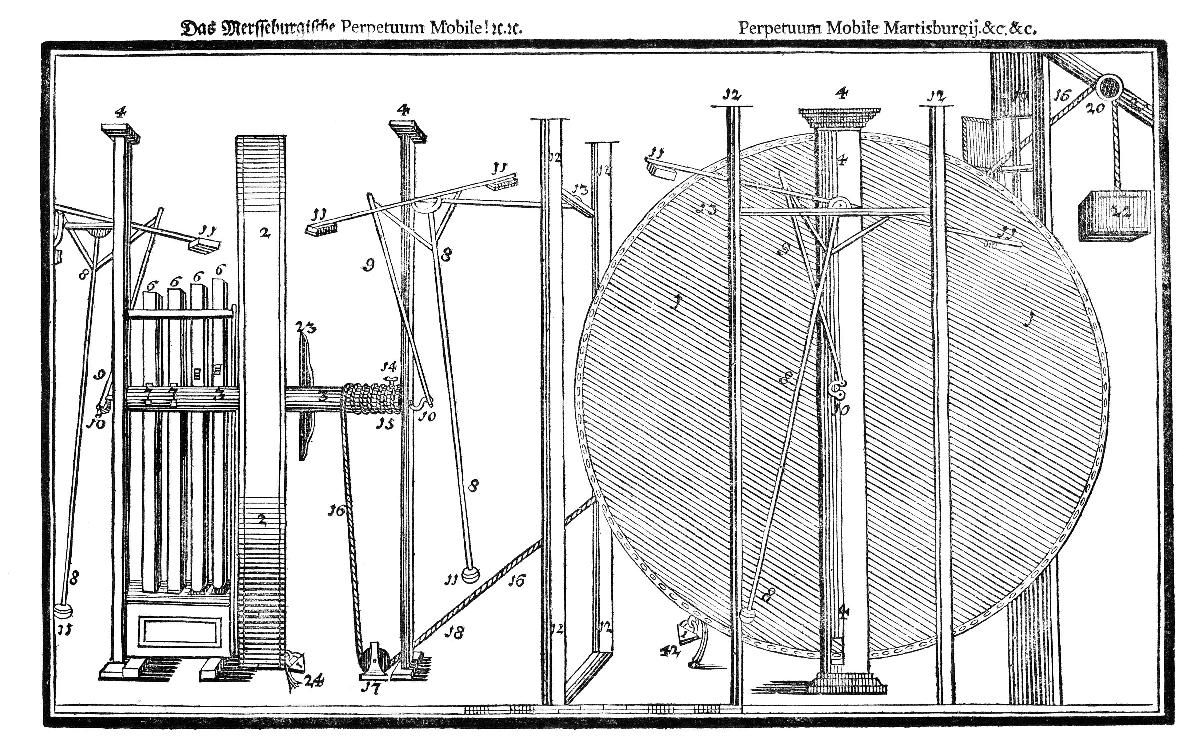
オルフィレウスの自動輪 車輪と連結した錘が移動する事によって車輪を回し続けるとされる

第二法則が確立する以前には、永久機関を作る試みが何度もなされた。こうした歴史的永久機関には図に示したものの他に以下のようなものがあった。
アルキメデスの無限螺旋
アルキメデスが発明したとされる螺旋状の揚水装置を利用した永久機関。まずこの螺旋の回転によって上方に運び上げた水を落とし、水車を回転させ、それを動力として螺旋を回すというアイデアである。ロバート・フラッドの粉挽き水車としても知られている。
そのほか、
- オルフィレウス（Orffyreus）の自動輪
- 永久磁石回転装置

などがある。

### 疑似科学的永久機関
熱力学の法則の確立以後も疑似科学者や出資金目当ての詐欺師によって、永久機関が「発明」され続けている。日本では1993年から2001年6月の間に35件の出願があり、うち5件に審査請求があったが、いずれも特許を認められていない。一方アメリカでは1932年から1979年の間に9件の特許が成立した。近年でも2002年に一件成立している。
こうした近現代の似非永久機関の例として以下のものがある。
- フリーエネルギーマシン[要出典]
- 永久電機 - プロレスラーのアントニオ猪木が推進していた、磁石を使って稼働を続けるという発電機。2002年に記者会見の場で公開されたが、始動に失敗したまま終わった[5][6]。
- 電磁力発電プラント - 2009年、始動に使った以上の電力を発電するという装置を神奈川のソフォス研究所が開発したと報じられた[7]。これと見られる特許が2006年に出願されているが、審査を受けずに取り下げられている[8]。
- スタンリー・メイヤーの水燃料電池 - 「水を電気分解して酸素ガスと水素ガスの混合気を作り、それを燃料にしてエンジンを回す」ことにより、100%以上のエネルギー効率を実現できると主張していた[9]。アメリカで複数の特許を取得しているが全て失効済[9]。

#### 熱力学の法則を回避した「永久機関もどき」
上述したように、熱力学の法則があるため、永久機関を作ることはできない。しかし、第一・第二法則とも、外部から何のエネルギーも受け取っていないという仮定のもとでのみ成立している。したがって外部からエネルギーが受け取れるという状況下では、「永久機関もどき」を作ることができる。例えば周囲の照明や熱、機械の中の気圧や化学変化など、観察者が認識しにくいものをエネルギー源として利用すると「一見何もエネルギーを供給していないように見える」ものを作ることはできる。例えば水飲み鳥は温度差をエネルギー源として利用しているが、観察者がそれを認識しにくい状況の場合、永久機関と誤解する場合があり得る。
真の意味での永久機関は実現不可能であることがすでに証明されているので、永久機関で特許を取得するのは事実上不可能である。このため以上のような抜け穴を利用した「永久機関もどき」が登場している。
1991年に発明家の中松義郎は、太陽電池とブラシレスモータで回転していると見られる装置「ドクター中松エンジン」を作り、熱力学第二法則に反さない永久機関であると主張したが、本人の説明通りだとしても動作には「宇宙エネルギー」なる外部からのエネルギーを要している。動作に摩耗と抵抗がないとされることも永久機関と呼ぶ根拠に挙げられており、いずれも永久機関という言葉が曲解して利用された例になった（中松義郎#ドクター・中松エンジン参照）。
2008年に大阪のジェネパックスが発表した燃料電池「ウォーターエネルギーシステム」は、エネルギー供給なしに水だけで発電し、水が蒸発してなくなるまで発電を繰り返すと謳われていた。実際には金属を水に化学反応させて水素を生成しているため、原理上、反応が終われば水を入れても動作しなくなる。

### 永久機関であると誤解されたもの
発明家を名乗る、チャールズ・レドヘッファーは、フィラデルフィアとニューヨークで偽りの永久機関を有料で展示したが、外部の動力で動かしていることが露見した。
2011年に特許公開された球体循環装置（アクツ・エコ・サイクル）は、ボールが空中落下と水中浮上を繰り返す装置であり、一見、浮力を利用した永久機関(浮力式モーター）に似ており、報道されるや永久機関、あるいはそれを装っているのではないかと話題になった。この装置は永久機関の浮力式モーターとは違い、水槽に「鳥用給水器」の原理を使っており、ボールの入水面での水圧はゼロであるため、空中を落下したボールはその勢いで容易に水没し、その後水槽中を浮上する。しかし、ボールが水没した際にボールと同体積の水が排出されるため、水を補充しながら動いており、水の補充には何らかのエネルギーが必要であるため、永久機関ではない。

### フィクションに登場する永久機関
フィクション作品においては、エネルギー源に関する設定問題の解決や、科学常識の通じないオーバーテクノロジーの象徴などとして、様々な永久機関が登場している。また公言されていなくとも、エネルギー切れやエネルギーの補給といった描写が存在しない機械・装置もそれに準じたものが装備されているといえる。
実現不可能な機関であることはもちろんだが、それ以上に現代科学では実現不能な「超技術」を支える存在として詳細が明らかにされていないことが多い。または魔術などオカルトめいた要素を加えた作品独自の科学分野が設定されていることもある。